# Route nationale 106 (Italie)
Pour les articles homonymes, voir Route nationale 106.
La route nationale 106 Jonica (SS 106) est une route nationale italienne qui s'étend sur 480 km de Reggio de Calabre à Tarente, couvrant toute la côte ionienne de la Calabre, la Basilicate et une partie de la côte des Pouilles. Elle constitue un axe de circulation d'importance nationale et est inclus dans l'axe européen E90.

## Histoire
La route nationale 106 est créée en 1928 avec l'itinéraire suivant : Reggio de Calabre - Gerace - Punta Stilo - Catanzaro Lido - Crotone - raccord avec la SS 108 près de Cariati - raccord avec la SS 19 près de Spezzano Albanese.
Elle fut ensuite étendue vers le nord jusqu'à atteindre Tarente. Le tronçon de Cantinella au carrefour de Spezzano Albanese, avec la connexion avec la SS 19, fut reclassé en SS 106 bis, d'une longueur de 20 km.

Une partie de la SS 106 près de la jonction avec la SS 280.

## Variantes

### Route nationale 106 raddJonica
La route nationale 106 radd Jonica (SS 106 radd) est une route nationale italienne, variante de la route nationale 106 Jonica.
Classée en 1960, elle constitue une variante du tracé original de la route nationale 106 dans le nord de la Calabre, qui évite de traverser les communes de Corigliano-Rossano, Corigliano Calabro et Corigliano Scalo. Le tracé originel, qui faisait face aux premiers contreforts nord du Sila, n'est plus géré par l'ANAS.
Le tracé de la route nationale 106 radd se déroule sur près de 30 kilomètres, entre les localités d'Amica, dans les communes de Corigliano Calabro, Rossano et dans le hameau de Sibari, dans la commune de Cassano all'Ionio.

### Route nationale 106 dirJonica
La route nationale 106 dir Jonica (SS 106 dir) est une route nationale italienne reliant la route nationale 106 Jonica et l'autoroute A14, qui relie Palagiano à son hameau maritime Chiatona, dans les Pouilles. L'ensemble du tronçon comporte deux voies dans chaque sens de circulation, classé comme route extra-urbaine principale, et la majeure partie du tracé est accompagnée de routes coplanaires.

### Route nationale 106 varVariante di Montegiordano
La route nationale 106 var Variante di Monte Giordano est une route nationale italienne.
Elle est ouverte à la circulation le 28 février 2011.
La route nationale 106 var débute sur la SS 106 au km 403+300 et se termine sur la même SS 106 au km 406+700.
La route, qui a pour fonction d'éviter de traverser le centre habité de Montegiordano Marina, a une longueur de 3,233 kilomètres et est gérée par le Compartimento di Catanzaro.

### Route nationale 106 var/Adi Catanzaro Lido
La route nationale 106 var/A commence sur la route nationale 106 Jonica au carrefour de Squillace et se termine sur la route provinciale 16 au carrefour de Simeri Crichi. Elle est classée route principale extra-urbaine.
La route, qui a pour fonction d'éviter de traverser la ville de Catanzaro Lido, a une longueur de 17,020 kilomètres et est gérée par le département de l'ANAS de Catanzaro.

### Route nationale 106 var/CVariante di Nova Siri
La route nationale 106 var/C Variante di Nova Siri est une route nationale italienne.
Elle est ouverte à la circulation le 5 novembre 2014.
La route nationale 106 var/C commence sur la SS 106 au km 414+080 et se termine sur la même SS 106 au km 419+300.
La route, qui a pour fonction d'éviter de traverser le centre habité de Nova Siri, a une longueur de 5 220 kilomètres et est gérée par le Compartimento di Potenza.